# Lyngholmane
Lyngholmane est une île norvégienne dans le landskap Sunnhordland du comté de Vestland. Elle appartient administrativement à Sveio.

## Géographie
Rocheuse et désertique, elle s'étend sur environ 143 m de longueur pour une largeur approximative de 63 m. 